# 6818 Sessyu
6818 Sessyu este un asteroid din centura principală de asteroizi.

## Descriere
6818 Sessyu este un asteroid din centura principală de asteroizi. A fost descoperit pe 11 martie 1983 la Kiso de Hiroki Kosai și Kiichiro Hurukawa. El prezintă o orbită caracterizată de o semiaxă mare de 2,22 ua, o excentricitate de 0,08 și o înclinație de 4,2° în raport cu ecliptica.